# Scythropochroa velata
Scythropochroa velata är en tvåvingeart som beskrevs av Günther Enderlein 1911. Scythropochroa velata ingår i släktet Scythropochroa och familjen sorgmyggor. Inga underarter finns listade i Catalogue of Life.